# Dinamómetro
O dinamómetro (português europeu) ou dinamômetro (português brasileiro) é um aparelho destinado a medir a dinamometria (rpm) e o binário produzidos por um motor. Alguns aparelhos fazem o gráfico do binário e potência em função da rotação do motor.
Internamente, a maioria dos dinamômetros são dotados de uma mola que se distende à medida que se aplica a ele uma força. Esse equipamento ainda mensura o comportamento da carga alargada ou tensão por deformação, de uma mola, deslocamento do ar, ou extensão de ligas metálicas, que compreenderá em determinar o coeficiente de fricção entre os materiais. Sua resposta se dá em valores em newtons (N) ou em quilograma-força (kgf), como por exemplo 1 kgf ≈ 9,8 N. Existem diversos tipos de dinamómetros, dos quais se destacam pela sua importância e aplicação: dinamómetro de Bekk que serve para determinar da resistência dinâmica do papel, dinamómetro de mola que é usado para medir o peso de um corpo e por último o dinamómetro hidráulico é basicamente utilizado para medir passos.
As balanças de medição de peso também são um tipo de dinamómetro. E utilizado para medir peso e massa
Os dinamómetros são muito úteis no desenvolvimento e preparação de motores, bem como apurar as perdas por atrito na transmissão de potência até às rodas.
Por exemplo, se o dinamómetro mostrar que um determinado motor produz 400 N·m de binário, mas só transmite 350 N·m às rodas, então podemos tentar reduzir o atrito do conjunto caixa/transmissão de forma a minimizar as perdas.
Este tipo de equipamento é muito dispendioso. A título de exemplo, o custo de um banco de potência com todos os equipamentos necessários e a sua instalação poder orçar em 250 000 €.

## Tipos de dinamômetros
Existem vários fabricantes, nomeadamente ITALMICRO, VAMAG, MAHA, Rotronics, Ryme, DynoJet etc.
Cada um tem a sua particularidade, mas a maior diferença é o facto de utilizar ou não um freio. Um dinamómetro de inércia realiza um teste mais rápido, mas não simula as condições reais de carga no motor, pelo que geralmente possui um erro maior do que um dinamómetro de freio.
Por este motivo, considera-se que um MAHA (feito na Alemanha) que utiliza freio é superior a um VAMAG (feito na Itália) que é de inércia. No entanto, o MAHA é muito exigente com a mecânica, podendo levar ao aparecimento de um Safe Mode durante a realização do diagrama de potência.
Outros modelos de Dinamômetros são os hidráulicos que medem vários tipos de motores assim como os elétricos, no Brasil uma empresa que  produz esse tipo de dinamômetro é a Italmicro, 
Existem também dinamómetros para medir a força de preensão da mão, como o de Jamar ou o do Biometrics E-Link. Estas são os mais usados em todo o mundo e cientificamente estão equiparados. A força de preensão da mão é uma medida importante pois é um indicador de morte, e é especifico para cada pessoa tendo em conta as suas características antropométricas (peso e altura). A força de preensão da mão é sempre superior na mão dominante. Quando a mão dominante é a esquerda, a diferença de força entre ambas as mão é menor do que aquando a mão dominante é a direita. A força de preensão da mão vai aumentando ao longo da vida começando a diminuir após os 59 anos de idade. Os homens têm mais força de preensão do que as mulheres. Para a população portuguesa ainda não existe padronizada a força de preensão da mão.
Ao longo do tempo estudos têm vindo a comprovar que os valores médios de força de preensão da mão estão progressivamente a diminuir. Este facto prende-se com a alteração significativa que as atividades do dia a dia têm vindo a sofrer ao longo dos anos. Cada vez mais executamos menos tarefas com recurso à força de preensão da mão. Cada vez mais a mão é utilizada em dispositivos de tecnologias com recurso a uma força muito reduzida.